# Cool (郷ひろみの曲)
『Cool』（クール）は、 1985年10月21日に発売された郷ひろみ56作目のシングル（12インチシングル）。

## 解説
郷のシングルで初の全編英語詞（Long English Versionの2曲。英詞はLinda HennrickとGreg Starr。）
同曲で郷は1985年末の「第36回NHK紅白歌合戦」に13年連続13回目の出場を達成したが、翌1986年の芸能活動休止宣言に伴い、連続出場が止まる（次の出場は1990年末「第41回NHK紅白歌合戦」）。
作詞・作曲の大江千里がセルフカバーアルバム『home at last〜Senri Sings Senri〜』（2003年）で本作をレコーディングしている。

## 収録曲
全曲　編曲：大村雅朗
Side-A
1. Cool [Long English Version]
英詞：Linda Hennrick／作曲：大江千里
2. LABYRINTH [Long English Version]
作詞：Greg Starr／作曲：郷ひろみ

Side-B
1. Cool [Long Version]
作詞・作曲：大江千里